# Issoria lathonia
Issoria lathonia là một loài bướm ngày thuộc họ Bướm giáp.

## Phân loài
Các phân loài bao gồm:
- Issoria lathonia lathonia
- Issoria lathonia isaea (Gray, 1846) (Himalaya, Vân Nam)
- Issoria lathonia messora (Fruhstorfer, 1909) (Trung Quốc)
- Issoria lathonia isaeoides Reuss, 1925 (Tứ Xuyên)

## Phân bố và sinh cảnh

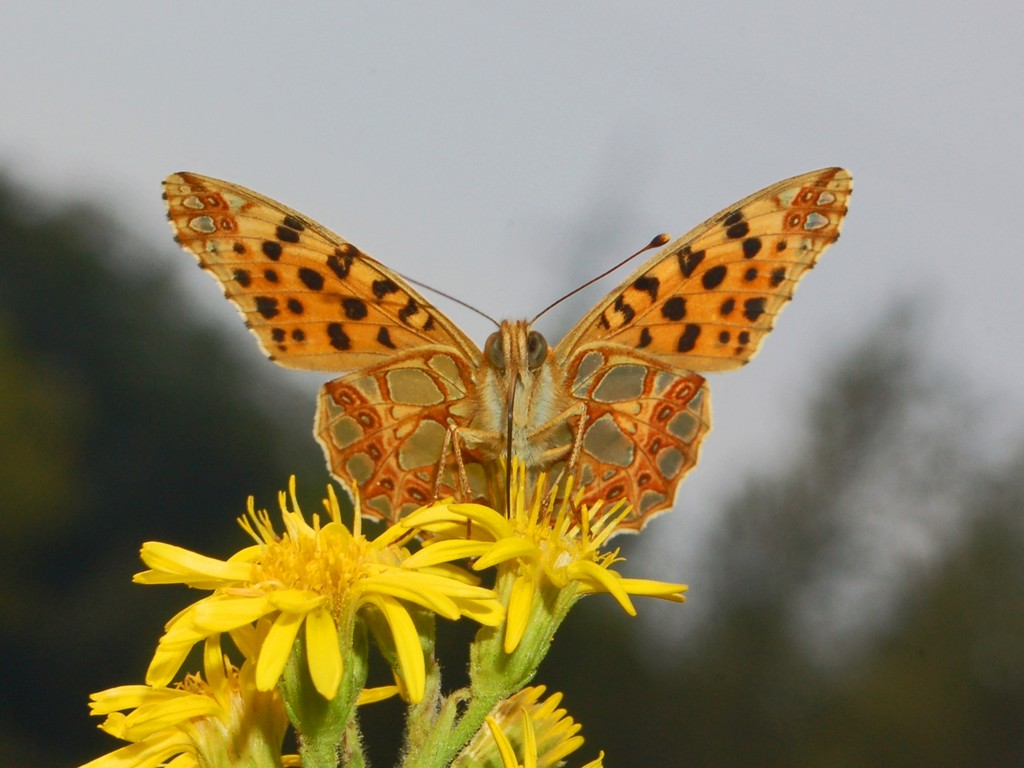
Issoria lathonia

Loài di cư này phổ biến ở hầu hết châu Âu, ở Bắc Phi, quần đảo Canaria và ở lãnh thổ phía đông Cổ Bắc giới (Trung Á, Himalaya, Balochistan và Tây Trung Quốc). Những con bướm này sống ở những khu vực trống trải, trong bãi cỏ khô, đất hoang nông nghiệp và trong các loại cây trồng quảng canh ở độ cao từ mực nước biển đến 2700 m.

## Mô tả
Issoria lathonia là một loài bướm cỡ trung bình với sải cánh dài 38–46 mm. Các cánh có nền màu tím-cam đậm, với các đốm đen tròn xếp thành hàng đều đặn và có màu xám xanh ở các con cái. Mặt dưới của cánh sau được trang trí bằng những đốm xà cừ lớn và được cắt ngang bởi một hàng chấm mắt màu đen sau đĩa với con ngươi màu ngọc trai. Một số đốm ngọc trai cũng xuất hiện ở đỉnh của cánh trước.
Sâu bướm có thể đạt chiều dài 35 mm. Nó có màu nâu xám, với các đốm đen, và các gai màu nâu tương đối ngắn với đầu màu trắng, và một hàng kép ở lưng có vệt trắng. Các đốm màu lơ lửng có màu nâu sẫm, với một vết màu trắng lớn hình yên ngựa và một số vết nhỏ hơn cùng màu, nhìn giống như phân chim.

Con trưởng thành tương tự như Speyeria aglaja, Fabriciana adippe và Brenthis daphne, có cùng màu cam ở mặt trên của cánh, nhưng có các dấu và đốm khác nhau. Hơn nữa, mặt dưới của cánh sau không có những đốm ngọc trai lớn đặc trưng của Issoria lathonia.

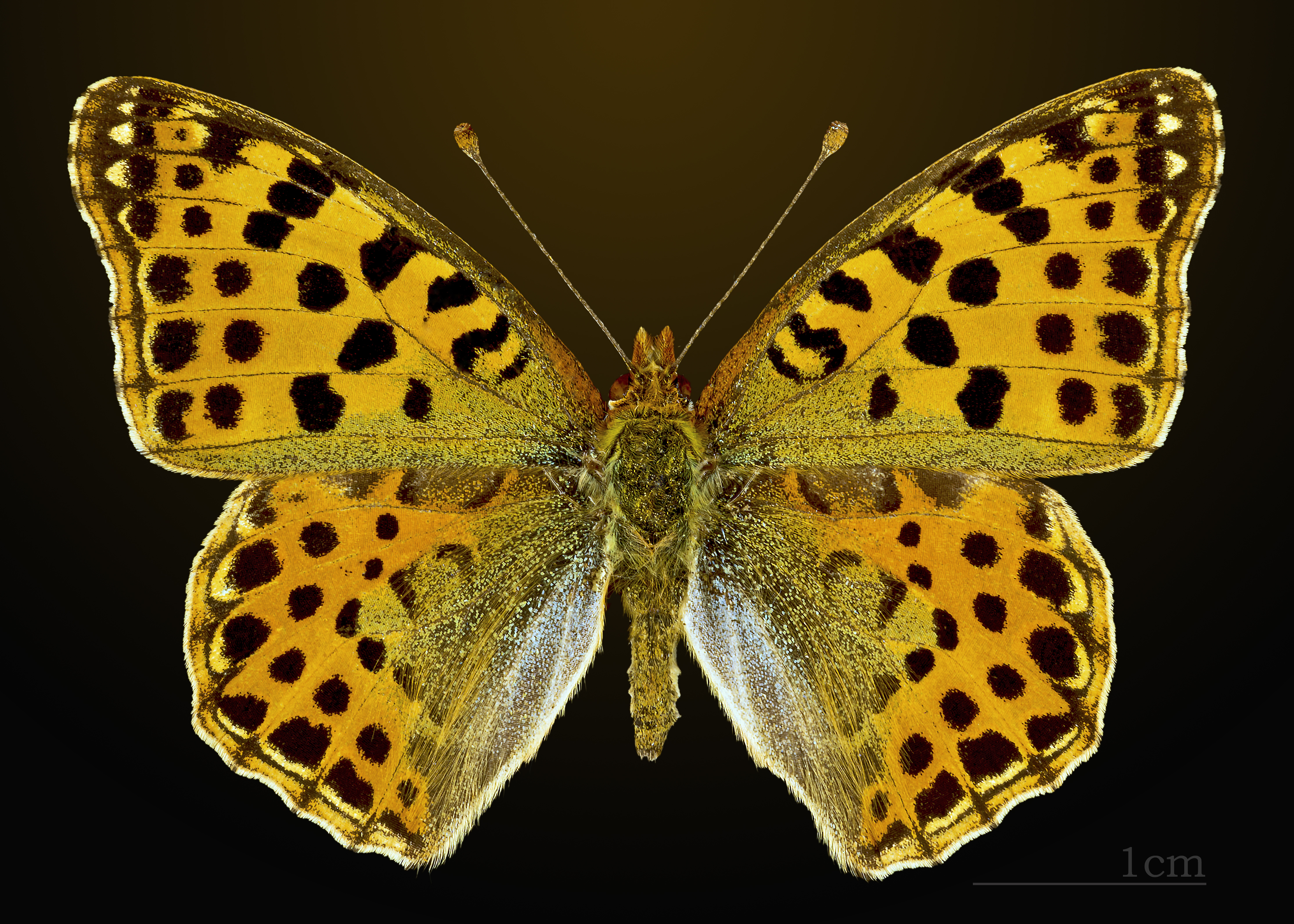
Đực
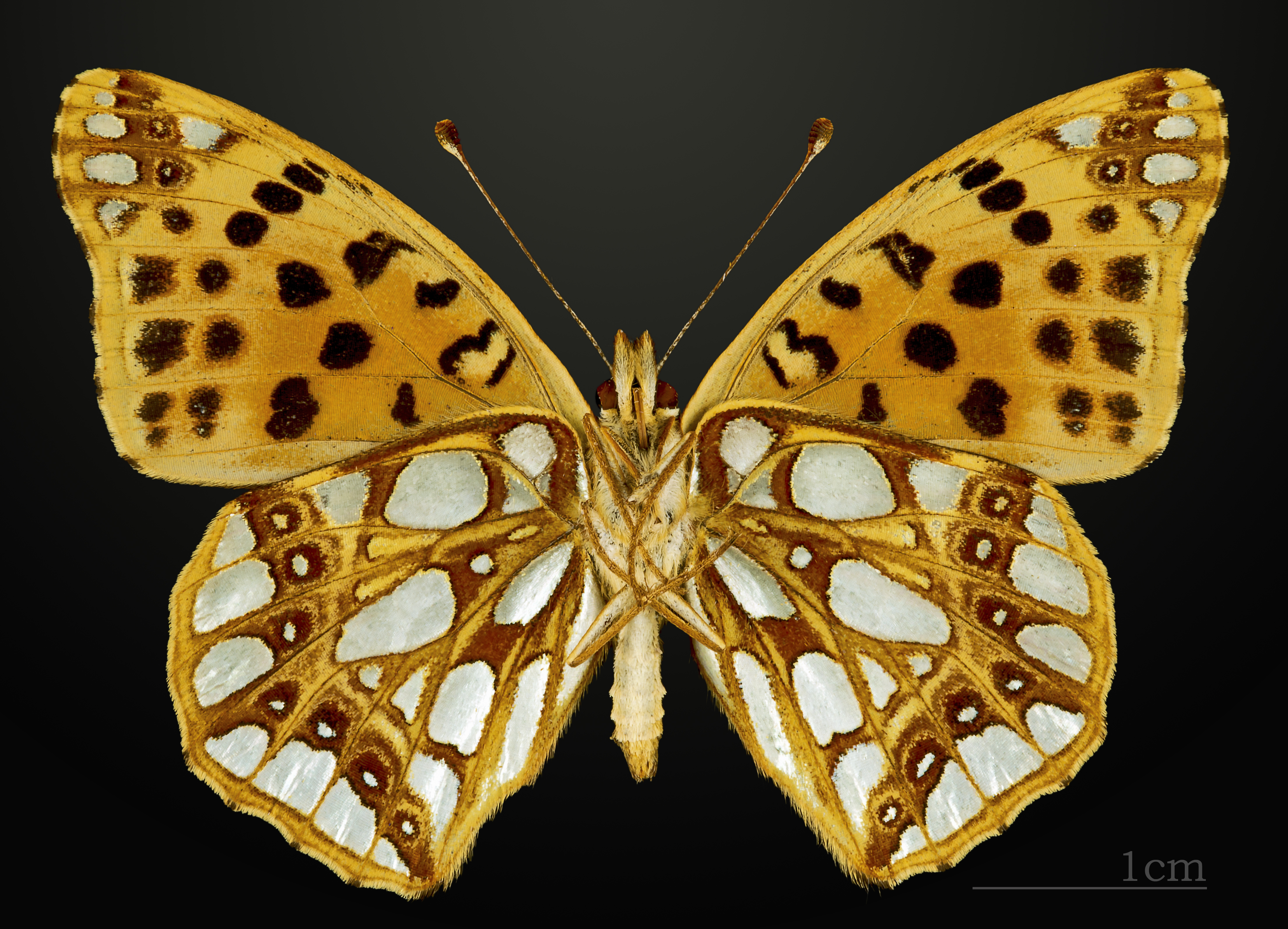
Đực, phần dưới
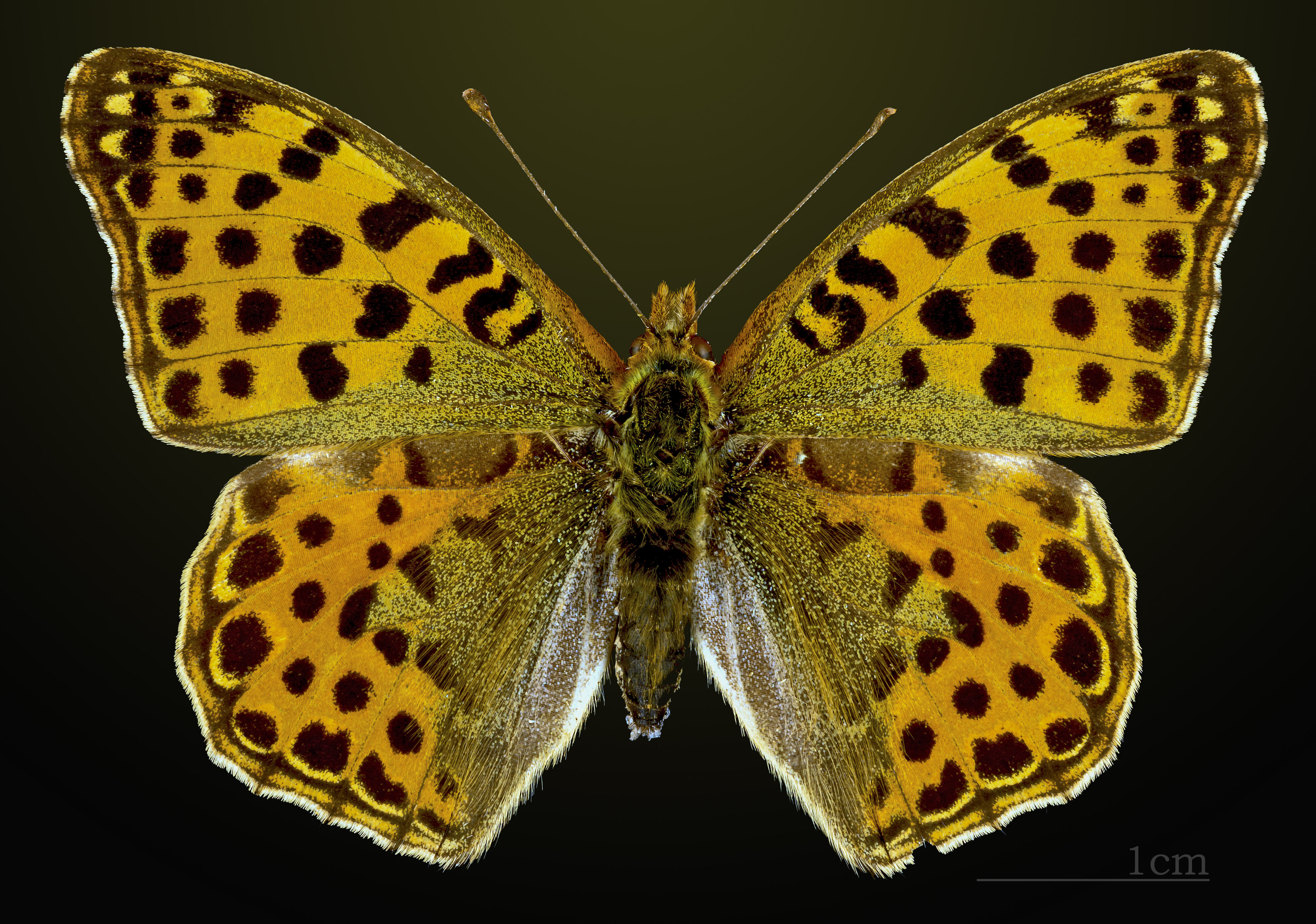
Cái
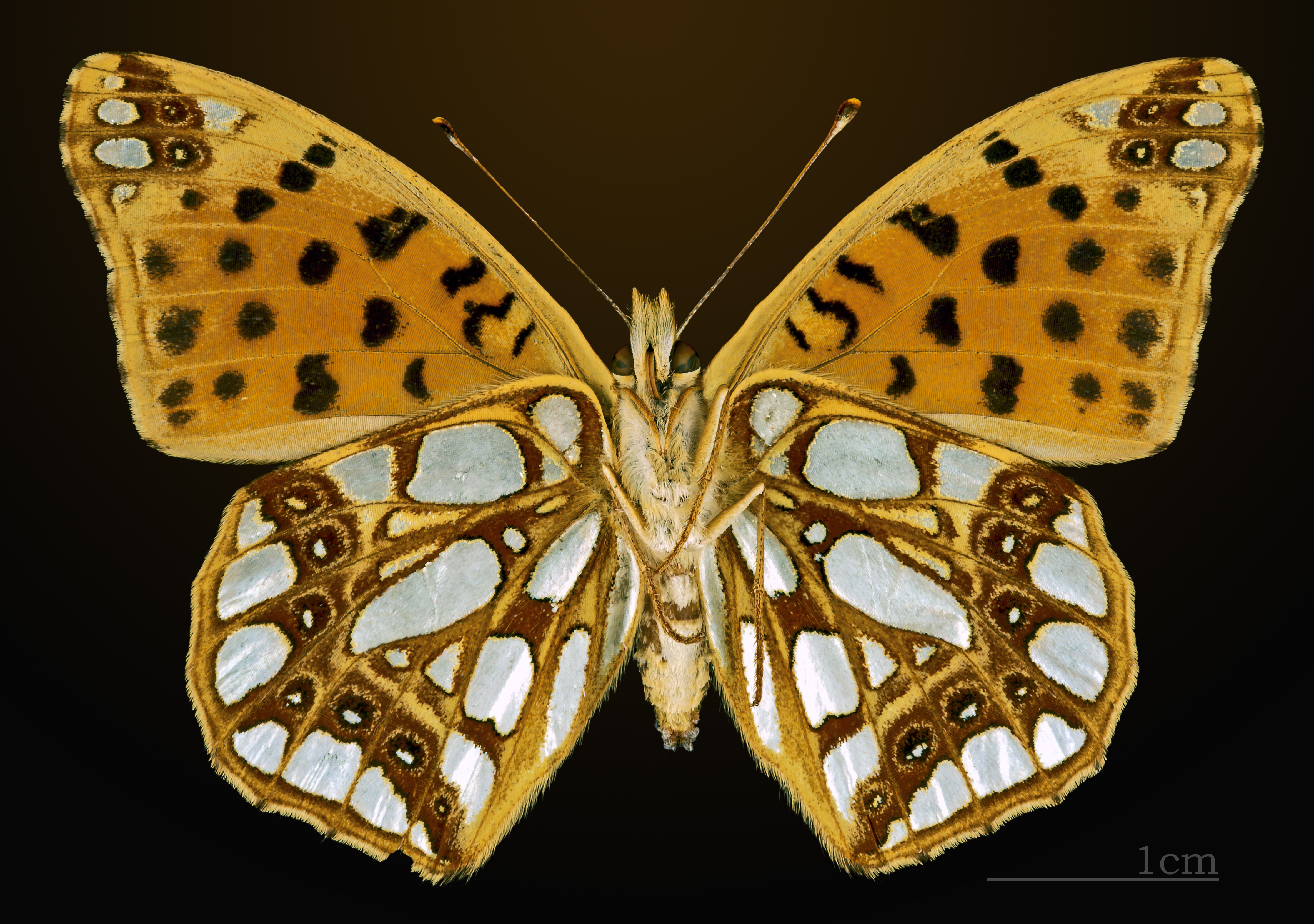
Cái, phần dưới

## Sinh học

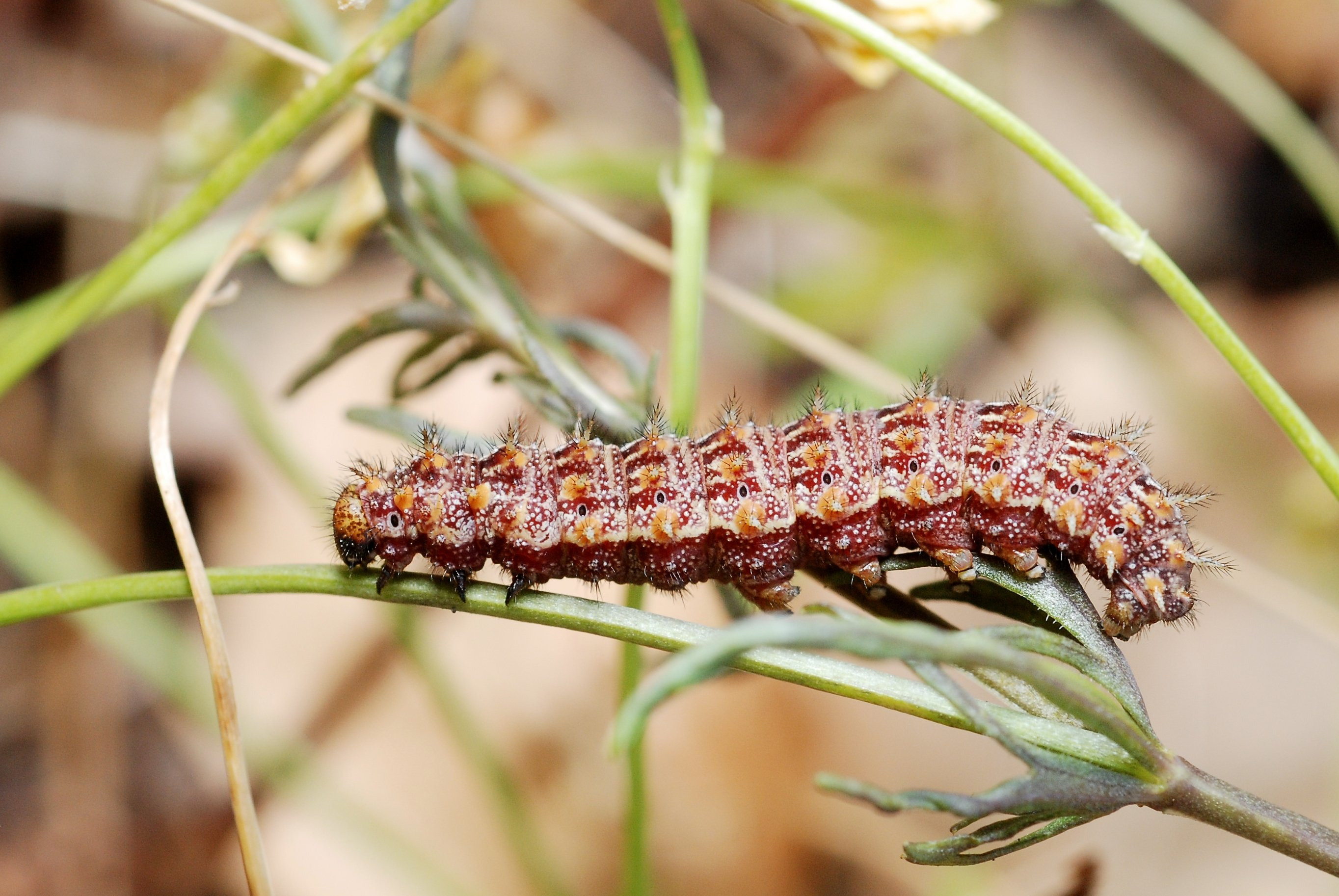
Sâu bướm

Loài này có mặt hầu như quanh năm, với ba hoặc bốn thế hệ liền nhau. Trứng được đẻ riêng lẻ ở mặt dưới của lá cây chủ. Chu kỳ của ấu trùng đặc biệt ngắn. Quá trình nhộng diễn ra giữa các thảm thực vật thấp, giữa một vài lá liên kết bằng tơ. Loài này có thể dành thời gian qua mùa đông ở tất cả các giai đoạn ấu trùng.
Con trưởng thành bay khỏe và bay từ tháng ba đến tháng mười. Sâu bướm phụ thuộc vào nhiệt ăn các loài Viola (hoa tím tam sắc (Viola tricolor), Viola arvensis, Viola canina, hoa tím thơm (Viola odorata), Viola calcarata, Viola lutea, Viola biflora), cỏ linh lăng (Medicago sativa), cây lưu ly (Borago officinalis), các loài Anchusa, Rubus và Onobrychis.
Ở các vùng khô hạn, Issoria lathonia thực hiện sự di cư theo chiều dọc theo mùa giữa các cây bụi thường xanh cứng và các cây nhỏ ở vùng đồng bằng và thông núi linh sam, nơi nó vẫn tồn tại vào mùa hè để bay xuống vào mùa thu ở độ cao thấp.